# Conopophaga
Conopophaga är ett släkte med fåglar i familjen knottfåglar inom ordningen tättingar. Släktet omfattar tio arter som förekommer i Sydamerika söderut till södra Bolivia och nordöstra Argentina:
- Svartbröstad knottfågel (C. melanogaster)
- Svartmaskad knottfågel (C. melanops)
- Kastanjebröstad knottfågel (C. aurita)
- Paráknottfågel (C. snethlageae)
- Gråryggig knottfågel (C. peruviana)
- Cearaknottfågel (C. cearae)
- Svarthuvad knottfågel (C. roberti)
- Rostknottfågel (C. lineata)
- Rostpannad knottfågel (C. castaneiceps)
- Skifferknottfågel (C. ardesiaca)